# Robert Sheaffer
Robert Sheaffer (né en 1949 à Chicago) est un astronome américain, sceptique, membre du Committee for Skeptical Inquiry. 

## Biographie
Robert Sheaffer tient la chronique « Psychic Vibrations » du magazine Skeptical Inquirer. Il s'intéresse particulièrement à l'étude critique du phénomène OVNI et a écrit un ouvrage sceptique sur cette question : UFO Sightings: The Evidence. Il est membre de Mensa.

## Publications
- The Campeche, Mexico 'Infrared UFO' Video